# Fußschalthebel
Der Fußschalthebel am Motorrad dient zur Wahl der gewünschten Gangstufe des Getriebes.  Er ist das Gegenstück zum Schalthebel im Auto. Die Benennung ergibt sich aus der Betätigung der Apparatur mit dem Fuß. 

Fußschalthebel eines zeitgenössischen Motorrades

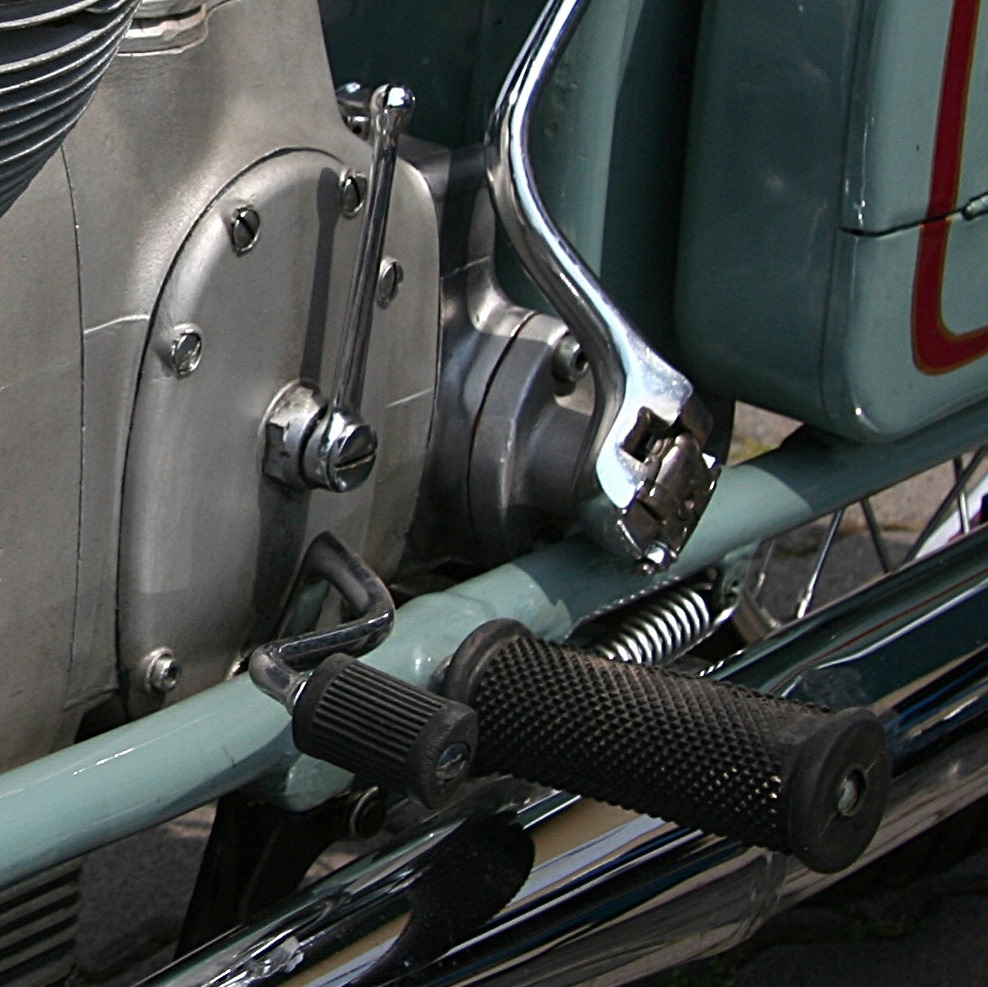
Fuß- und Handhilfsschalthebel bzw. „Leerlauffinder“ einer Victoria V 35 Bergmeister von 1954

## Funktionsweise
Der Fußschalthebel wird bei heutigen Motorrädern mit der Fußspitze des linken Fußes betätigt und zum Gangwechsel entweder nach unten getreten oder nach oben gezogen. Der Hebel betätigt im Getriebe eine Mechanik mit Sperrklinken, die bei jeder Betätigung (richtungsabhängig) jeweils einen Gang hoch- oder herunterschaltet. Er bleibt nach einem Gangwechsel deshalb nicht in der Position, in die er bewegt wurde, sondern federt wieder in die Ausgangsstellung zurück. Daher kann man den aktuell eingelegten Gang nicht an der Stellung des Fußschalthebels ablesen, wie es beim Schalthebel im Automobil der Fall ist. Motorräder mit gehobener Ausstattung kompensieren diesen Mangel seit etwa Mitte bis Ende der 1990er durch eine Digitalanzeige am Tachometer, ältere und einfachere Motorräder haben meist eine Kontrollleuchte für eingelegten Leerlauf.
Der Fußschalthebel sitzt entweder direkt auf der ins Getriebe führenden Welle oder ist – bei nach vorne oder hinten versetzten Fußrasten – über ein Schaltgestänge mit dieser verbunden und gibt so die Bewegung an das Getriebe weiter. Für die komfortable Betätigung des Fußschalthebels und eine geringere Abnutzung am Schuhwerk haben Motorradstiefel eine Schaltverstärkung auf der Fußspitze.

## Typen
Gängige Fußschalthebel werden ausschließlich mit der Fußspitze betätigt, wohingegen bei bestimmten Motorradtypen wie Choppermotorrädern der Fußschalthebel als Schaltwippe gestaltet sein kann, deren hinteres Ende meist hinter der Fußraste liegt, sodass man zum Bewegen des Fußschalthebels statt mit den Zehen nach oben auch hinten mit der Ferse auf diese Wippe treten kann.

Fußschalthebel
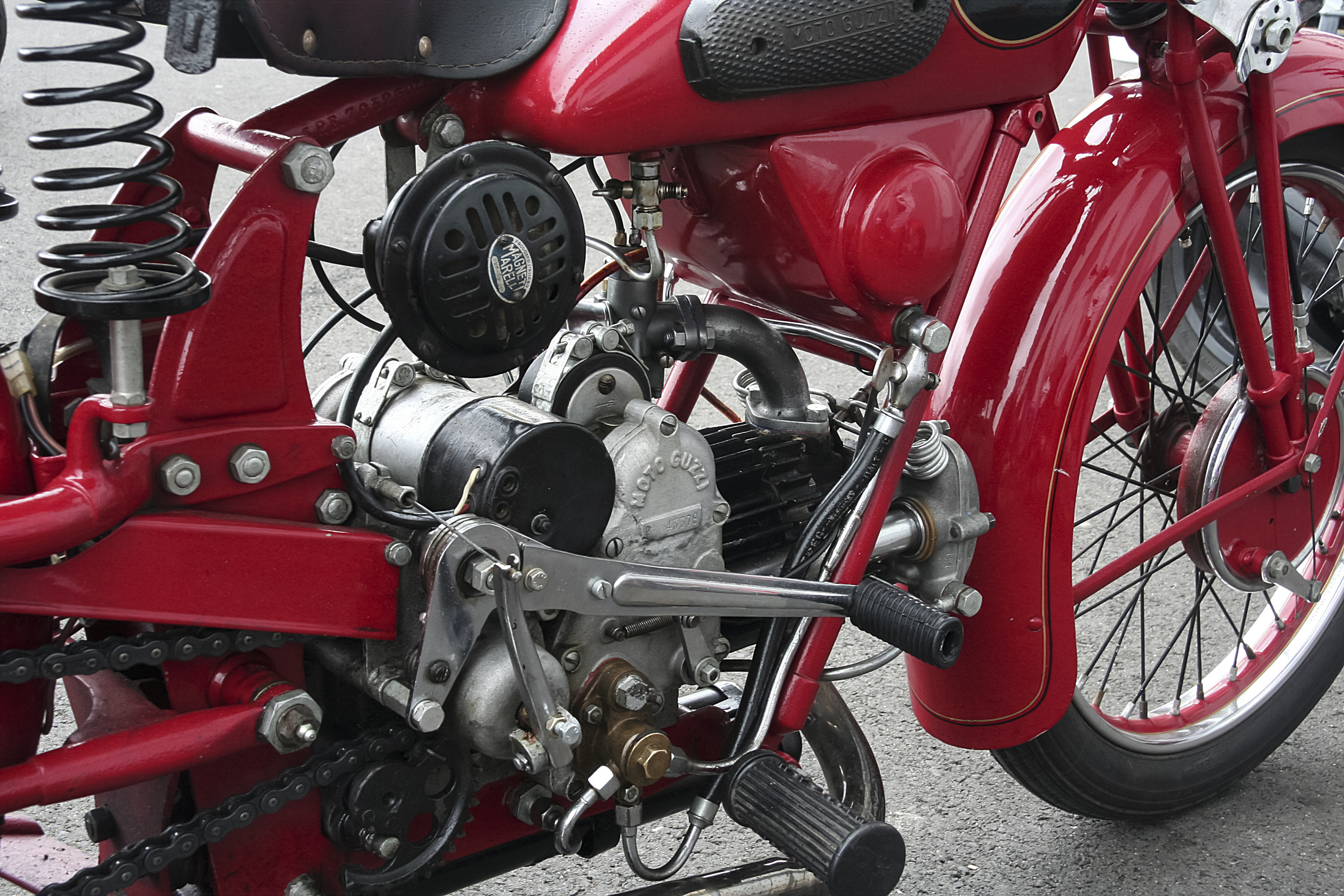
Fußschalthebel rechts: Moto Guzzi P.E.
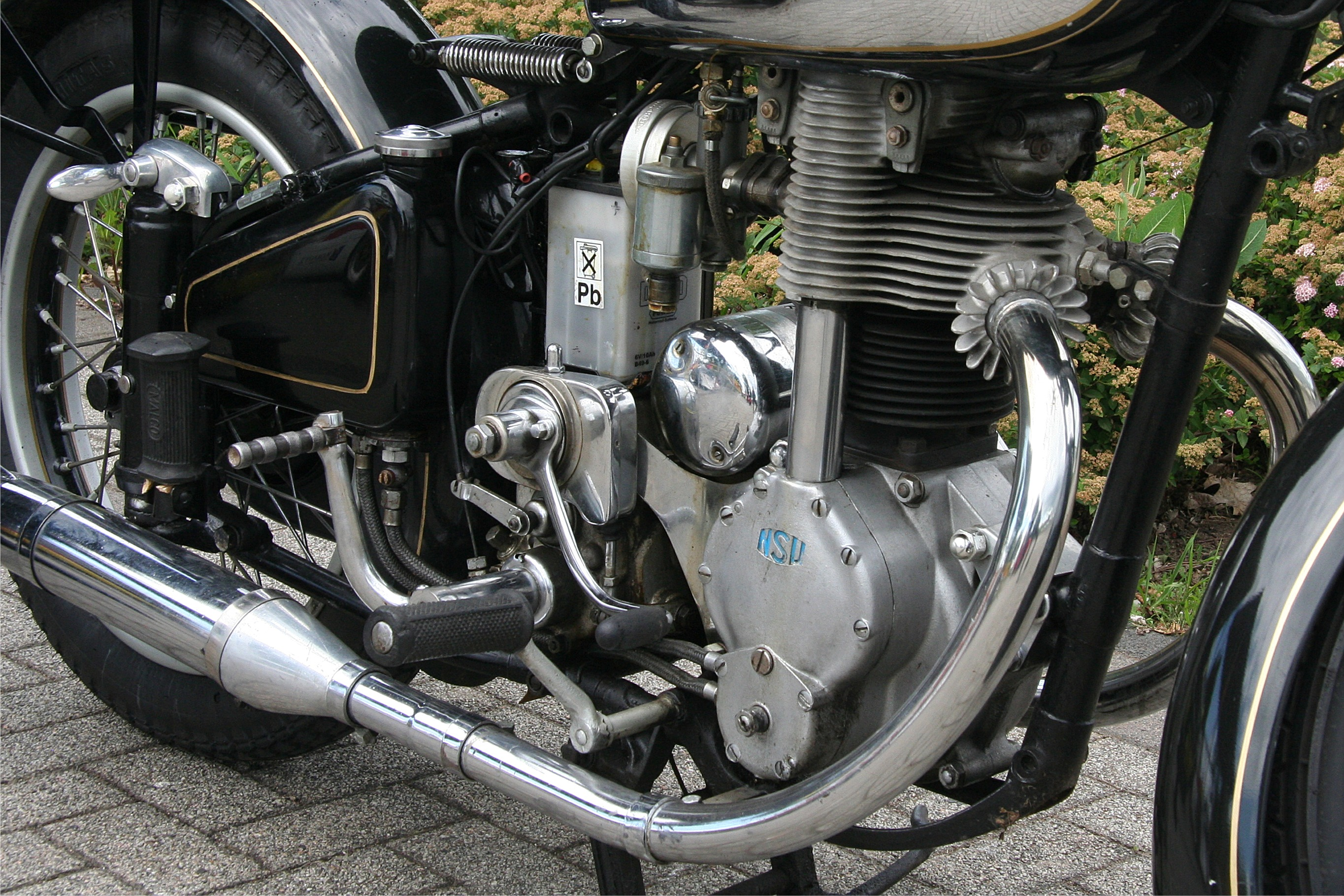
NSU Konsul: Schalthebel auch rechts
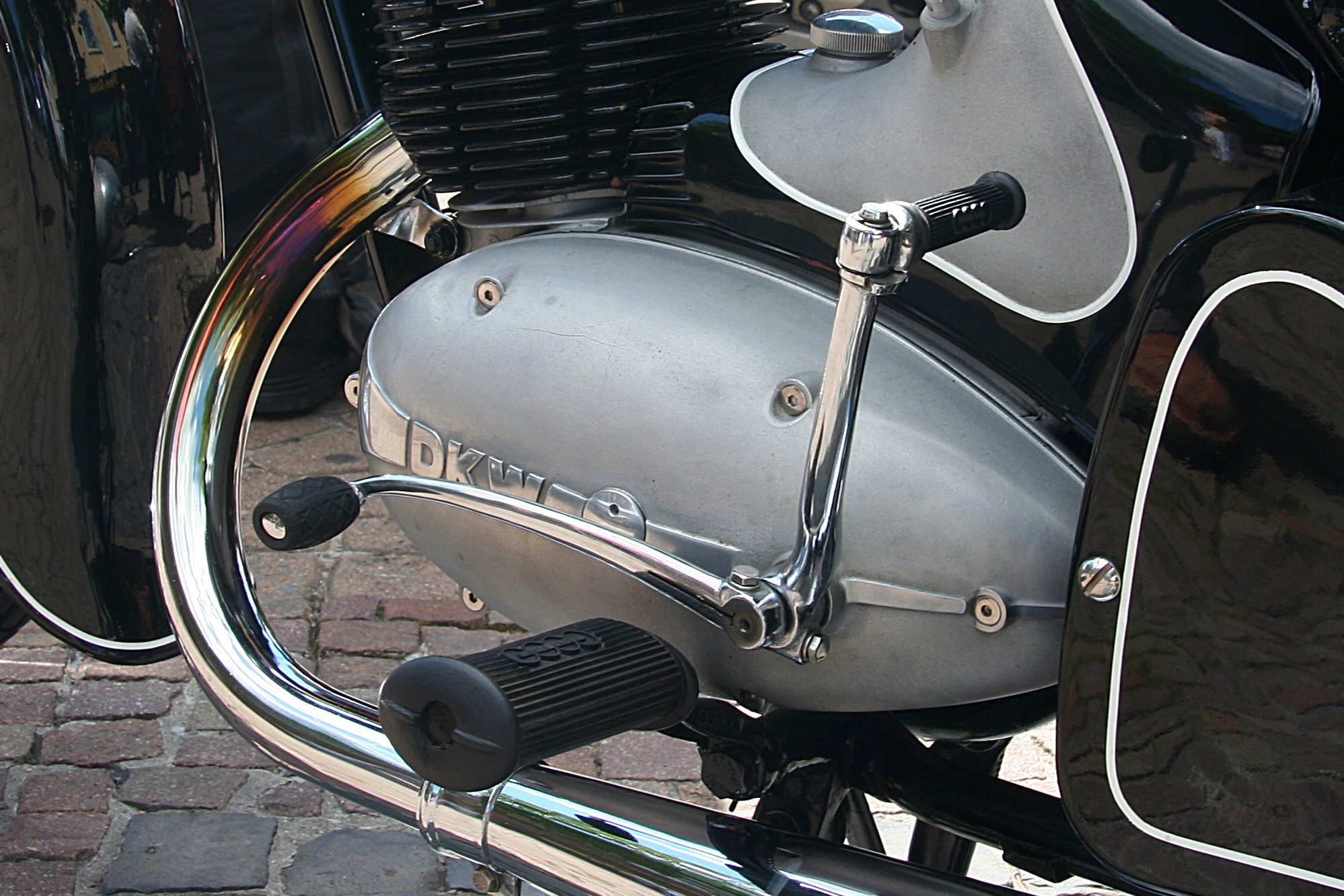
DKW RT 250: Schalthebel links
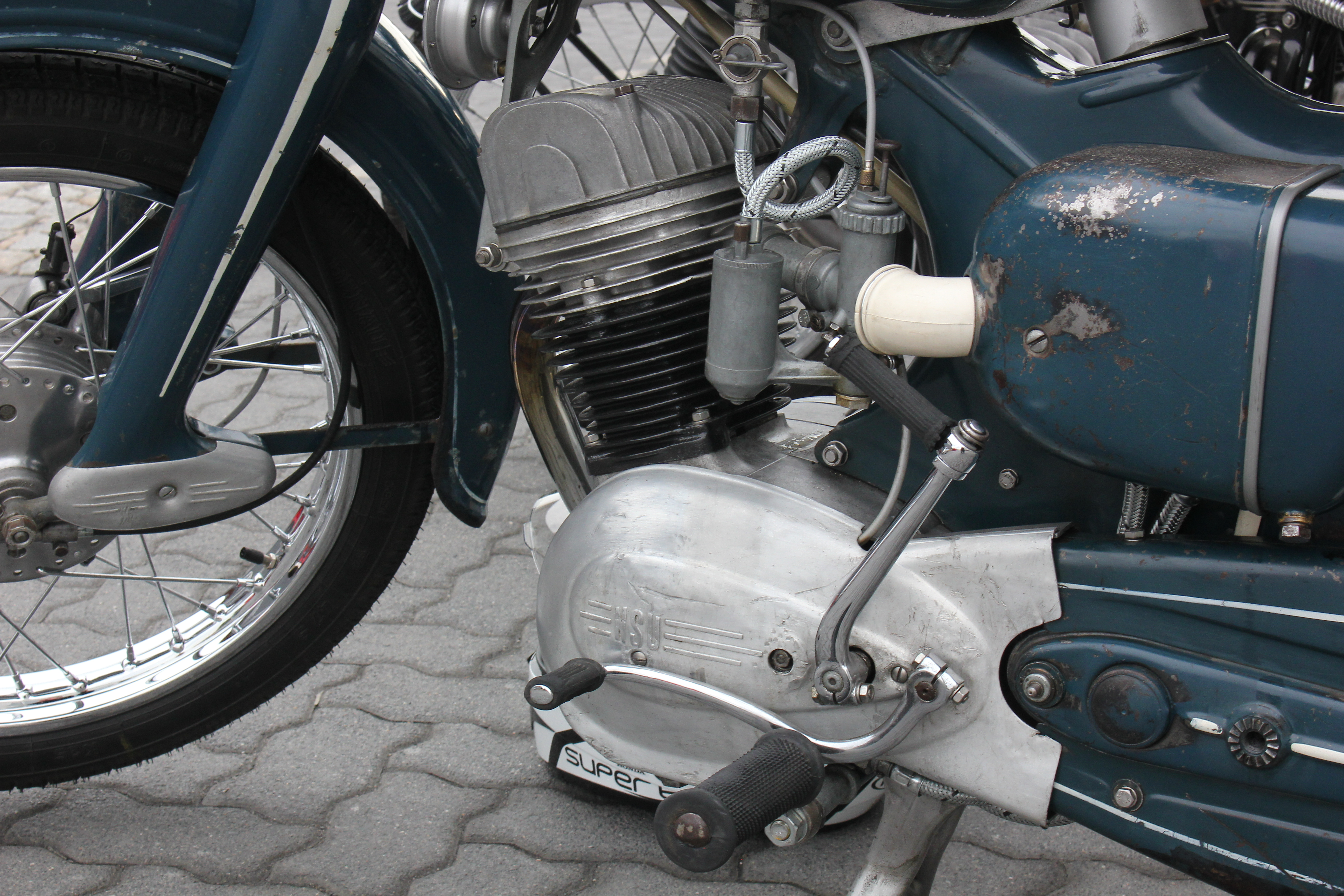
Auch bei der NSU Superfox links
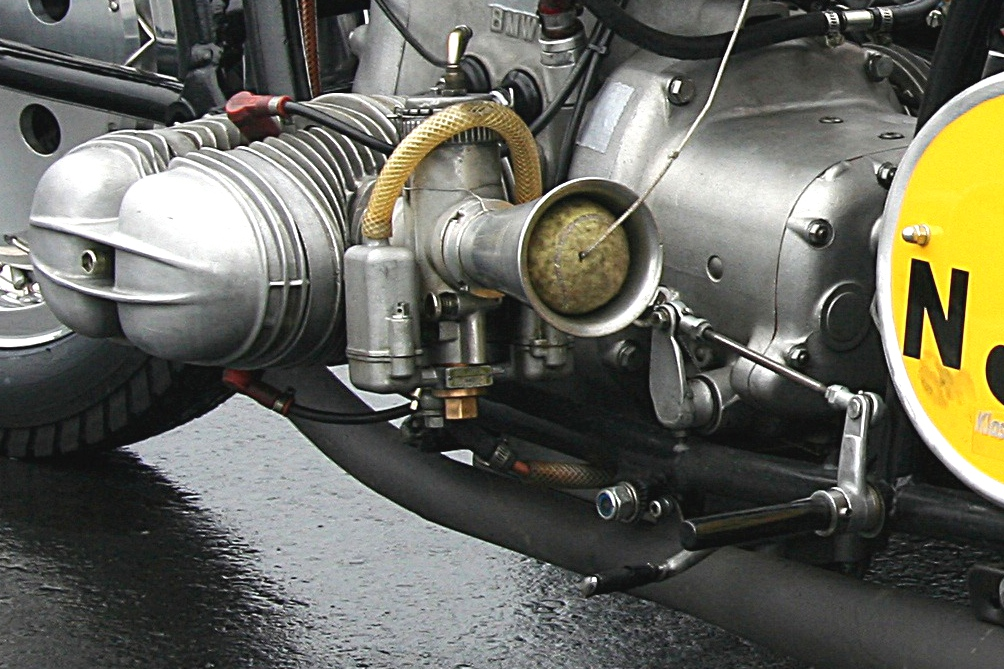
BMW-Rennmaschine mit Schaltgestänge
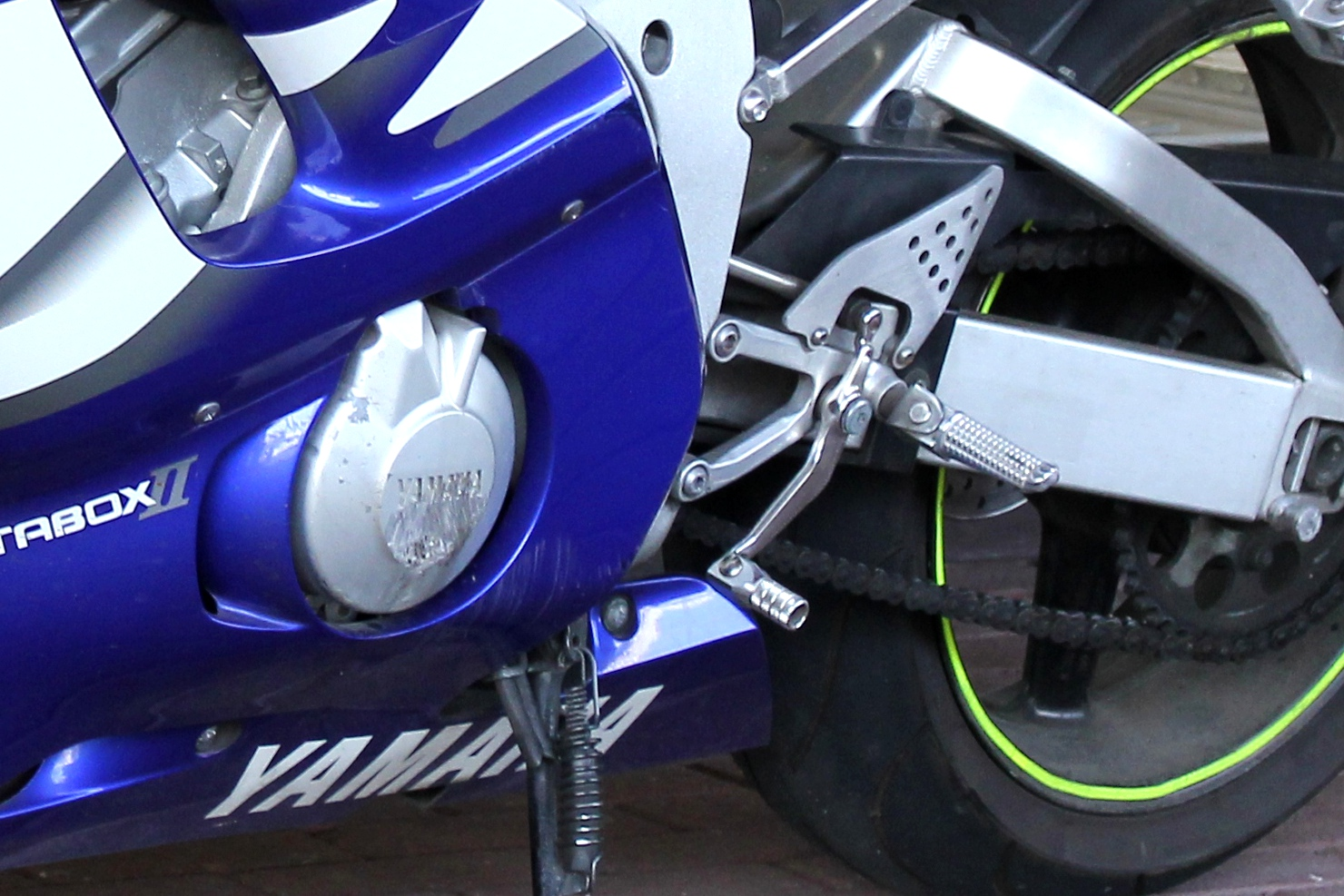
Auch mit Gestänge: Yamaha R6 K265
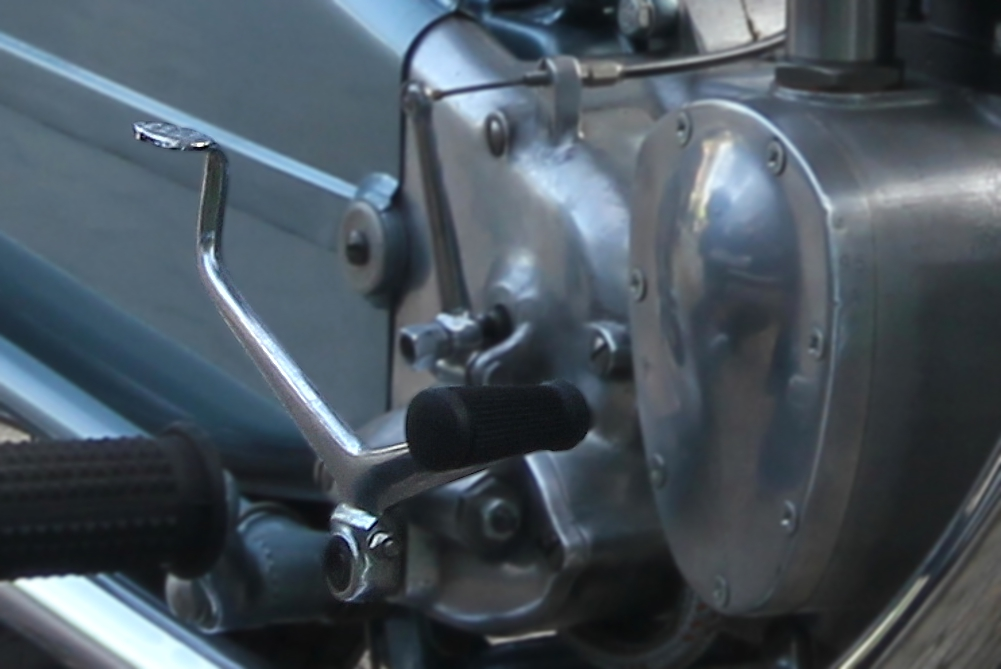
Schaltwippe der Horex Regina
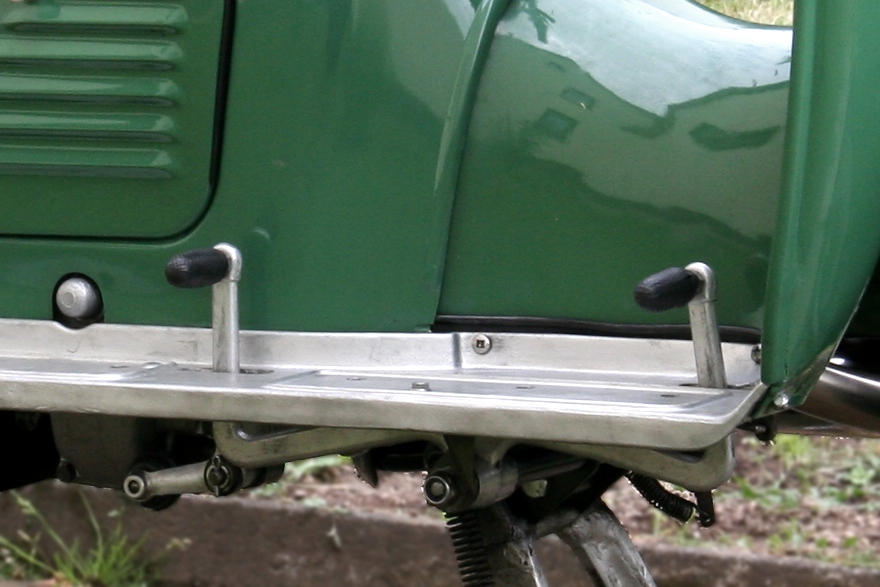
Wippe der Zündapp Bella

## Weiterführende Literatur
- Jürgen Stoffregen: Motorradtechnik – Grundlagen und Konzepte von Motor, Antrieb und Fahrwerk. Vieweg und Teubner, Wiesbaden 2010, ISBN 978-3-8348-0698-7.